# Барблан, Отто
Отто Барблан (нем. Otto Barblan; 22 марта 1860, Шчанф — 19 декабря 1943, Женева) — швейцарский органист, композитор и музыкальный педагог.

## Биография
Отто Барблан родился в 1860 году в муниципалитете Шчанф в кантоне Граубюнден в Швейцарии, в семье учителя, органиста и хормейстера Флориана Барблана. Среди прочего, его отец опубликовал сборник песен Ладена, а дедушка Отто и дядя Доменик Барблан были пасторами в разных местах Энгадина. Учился в Куре у ученика Мендельсона Ханса Гриша, затем в 1878—1884 годах в Штутгартской консерватории у Иммануэля Файста и Зигмунда Леберта. По окончании консерватории некоторое время преподавал клавир, орган и музыкальную теорию в гимназии в Куре, затем бо́льшую часть жизни работал в Женеве. В 1887—1938 годах был органистом женевского собора Святого Петра. Одновременно в разные годы возглавлял хор этого собора, хор Общества церковного пения, преподавал орган и композицию в Женевской консерватории. Органные и хоровые сочинения Барблана, в частности, использовались в ходе юбилейных торжеств по случаю 400-летия Кальвина (1909).
Барблан был удостоен звания почётного гражданина Женевы и почётного доктора Женевского университета; его именем в Женеве названа улица.